# Kulturfabrikken
Kulturfabrikken er Guldborgsund kommunes Børne- og  ungdomskulturhus beliggende i Nykøbing Falster.  
Fabrikken indeholder: Koncertsal, skatehal, klatrevægge, billedkunstlokaler og café. Kulturfabrikken bliver primært benyttet af de tilknyttede foreninger. Der bliver med jævne mellemrum afholdt koncerter med diverse bands. 
Teatret Masken og amatørteatret Sprøjtehusteatret er også affilieret med Kulturfabrikken gennem samarbejdet Culthus, men holder dog til i egne lokaler i centrum af byen.